# Tomada de Laguna
A Tomada de Laguna foi uma batalha ocorrida no dia 22 de julho de 1839, entre a então República Rio-Grandense e o Império do Brasil, durante a Guerra dos Farrapos.

## Antecedentes
A Guerra já estava acontecendo havia alguns anos e os farrapos não tinham controle sobre nenhum porto (Porto Alegre e Rio Grande eram controlados pelos imperiais), então tiveram a ideia de invadir Santa Catarina, mas sabiam que invadir Desterro (atual Florianopolis) seria impossível, pois era uma cidade fortemente defendida pelos imperiais, então decidiram atacar Laguna que era muito menos protegida e possuia um porto.[carece de fontes?]

## A batalha
David Canabarro comandava uma tropa por terra, e Giuseppe Garibaldi e John Griggs comandavam os navios Seival e Farroupilha II, os imperiais comandados pelo Coronel Vilas Boas esperavam um ataque de dia e direto ao porto, mas os farroupilhas efetuam um ataque à noite e pela barra de Laguna. Após os lanchões farroupilhas serem avistados, dois dos quatros navios imperiais abrem fogo contra os lanchões, que a comando de Garibaldi revidam com suas baterias. Logo após isso, Canabarro chega com suas tropas, porém a luta começa apenas ao amanhecer. Após o inicio da batalha, Vilas Boas ordena a retirada de suas tropas, pois havia percebido que poderia perder muitos homens. Apenas dois dos quatros navios imperiais conseguiram escapar do ataque. Alguns dias após o ataque, David Canabarro declarou a República Juliana.